# 鱸孔腸吸蟲
鱸孔腸吸蟲（學名：Opecoelus lateolabracis）是斜睪目孔腸科孔腸吸蟲屬之下的一個吸蟲綱複殖亞綱的吸蟲物種，寄生於寶刀魚的消化道。